# Glassworks
Glassworks est une œuvre du compositeur américain de musique minimaliste Philip Glass. Cette œuvre majeure de la période minimaliste est composée en 1981, en six mouvements, pour deux flûtes, deux saxophones sopranos, deux saxophones ténors, deux cors, piano/synthétiseur, altos, violoncelles. En 2001, Philip Glass a réalisé une version pour orchestre de Glassworks.

## Historique
Philip Glass indique : « Glassworks a été mon premier enregistrement à CBS. Cette pièce a été écrite pour le studio d'enregistrement, et non la scène, bien que de nombreux morceaux aient ensuite trouvé leur place dans le répertoire du Philip Glass Ensemble. Pièce en six mouvements, Glassworks avait pour but de présenter ma musique à un public plus vaste que celui déjà familier ». La première interprétation intégrale sur scène de l'œuvre n'est réalisée que le 12 avril 2010 par Brad Lubman et son Ensemble Signal, au Poisson rouge à New York avec Michael Riesman au piano,.
Une ambiguïté réside dans le titre de l'œuvre qui peut en effet être interprété comme travaux de Glass ou travaux en verre.

## Structure
Philip Glass précise que chacun des six mouvements peut être joué séparément :
1. Opening (6 min 24 s)
2. Floe (5 min 59 s)
3. Islands (7 min 40 s)
4. Rubric (6 min 04 s)
5. Façades (7 min 21 s)
6. Closing' (5 min 57 s)

L'exécution de l'ensemble des mouvements dure une quarantaine de minutes.
On peut remarquer une certaine symétrie symbolique dans la structure de l'œuvre: Opening/Closing; Floe/Rubric; Islands/Facades.
Opening
Le premier mouvement intitulé Opening est joué par un unique piano. Pendant les dernières secondes, on peut entendre le son du cor entamant le second mouvement. La mélodie est complexe et répétitive (principe de la musique minimaliste dans laquelle Philip Glass joue un rôle important). Ce thème principal est une introduction au reste de l'œuvre. Il présente l'ambiance des autres mouvements, un calme dynamique.
Du point de vue technique, Opening suit un rythme binaire 4/4 régulier, à tempo assez rapide (92), sempre legato. On notera que la main droite joue 12 notes (soit dans un rythme perçu 3/4 alors que la main gauche n'en joue que 8, soit dans un rythme 4/4). La main gauche enchaîne une série de noires reprenant les notes jouées de la main droite sur un rythme plus rapide. Une troisième voix jouée de la main gauche ponctue le tout d'accords discrets à chaque nouvelle mesure. Le thème de cette ouverture sera repris pour le dernier mouvement Closing. Cette composition est un exemple d'utilisation de la polyrythmie, où s'oppose au chiffrage binaire de l’œuvre exécuté au piano par la main gauche une mélodie jouée exclusivement en rythmes ternaires par la main droite.
Floe
Le second mouvement, Floe est écrit pour quatre saxophones, les deux flûtes, les deux cors et les synthétiseurs. Les saxophones créent un rythme répétitif (a, a, b), les flûtes enchaînent des arpèges ascendants rapides, accompagnées par un synthétiseur dont la tonalité se rapproche du clavecin. Un orgue électrique effectue des arpèges rapides descendants. Enfin, les cors rythment l'ensemble, battant la pulsation par de puissants accords.
Au niveau de la structure, ce mouvement commence par un doux solo des deux cors. Le reste des instruments arrive quasiment en même temps. Le tout est brisé aux trois quarts du mouvement par un nouveau solo des cors; rappelant l'initial. À nouveau, la masse instrumentale se reforme petit à petit cette fois-ci. La fin est « brillante » et « lumineuse ». Le thème sera repris pour Rubric.
Islands
Il s'agit du mouvement le plus long de Glassworks. Il est interprété par tous les instruments, où un saxophone ténor a été remplacé par une clarinette basse. Tous ces instruments effectuent une suite d'arpèges mystérieux et inquiétants. Ce mouvement est assez sombre comparé aux autres.
Rubric
Il apporte un souffle d'agitation confuse reprenant le thème de Floe. Ce mouvement en est comparable en tous points. Seule la structure change, apportant plus de « repos ».
Facades
Ce mouvement est très proche de Islands. Le thème y est quasi identique, ainsi que la composition instrumentale. En revanche, l'ambiance est un tout petit peu plus « claire ».
Closing
Ce mouvement reprend le thème de Opening, cette fois-ci en version multi-instrumentale. Le piano apparait vers le milieu; jouant précisément le premier thème. Les autres instruments se joignent ensuite, pour enfin s'effacer, laissant place à la clarté du piano.

## Discographie
- Glassworks chez Sony avec le Philip Glass Ensemble dirigé par Michael Riesman, 1990.
- Glassworks pour orchestre, Sony Records, 2001.
- Glassworks, Live at Le Poisson rouge, par l'ensemble Signal dirigé par Bradley Lubman avec Michael Riesman au piano, Orange Mountain Music, 2010.